# あなたの胸に わたしの胸に
「あなたの胸に わたしの胸に」（あなたのむねに わたしのむねに）は日本の政令指定都市の1市で、大阪府の府庁所在地である大阪市の市民愛唱歌である。作詞・明珍昇、作曲・難波寛。

## 解説
1959年（昭和34年）に大阪市の市制70周年を記念して大阪市と大阪市教育委員会が「大阪市民の歌」として選定し、11月3日に文化の日を記念して大阪市中央公会堂で開催された「文化のつどい」で初演奏が行われた。正式な市歌である1921年（大正10年）制定の「大阪市歌」を別にして、戦後に「大阪市民の歌」として選定された楽曲は1953年（昭和28年）選定の「陽はわかし」以来6年ぶり2曲目である。
東芝レコード（現在のユニバーサルミュージック・EMI Records）が、芦野宏と三浦尚子のデュエットによるレコード盤を製造している。